# Seysses-Savès
Seysses-Savès är en kommun i departementet Gers i regionen Occitanien i sydvästra Frankrike. Kommunen ligger i kantonen Samatan som tillhör arrondissementet Auch. År 2022 hade Seysses-Savès 245 invånare.

## Befolkningsutveckling
Antalet invånare i kommunen Seysses-Savès
Referens:INSEE